# Poméraniens (tribu)

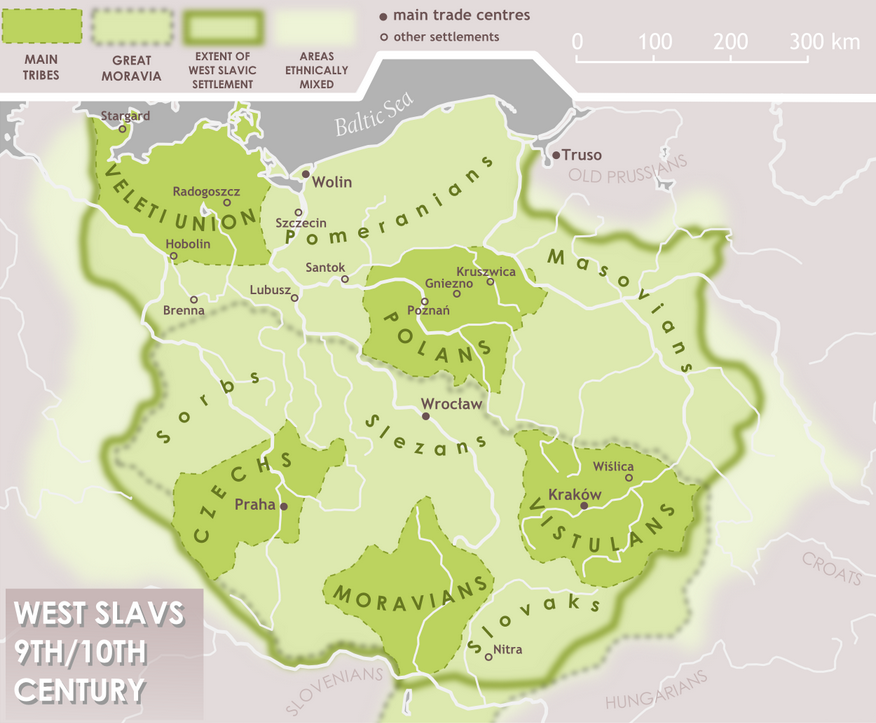
Groupes ethniques slaves occidentaux,.

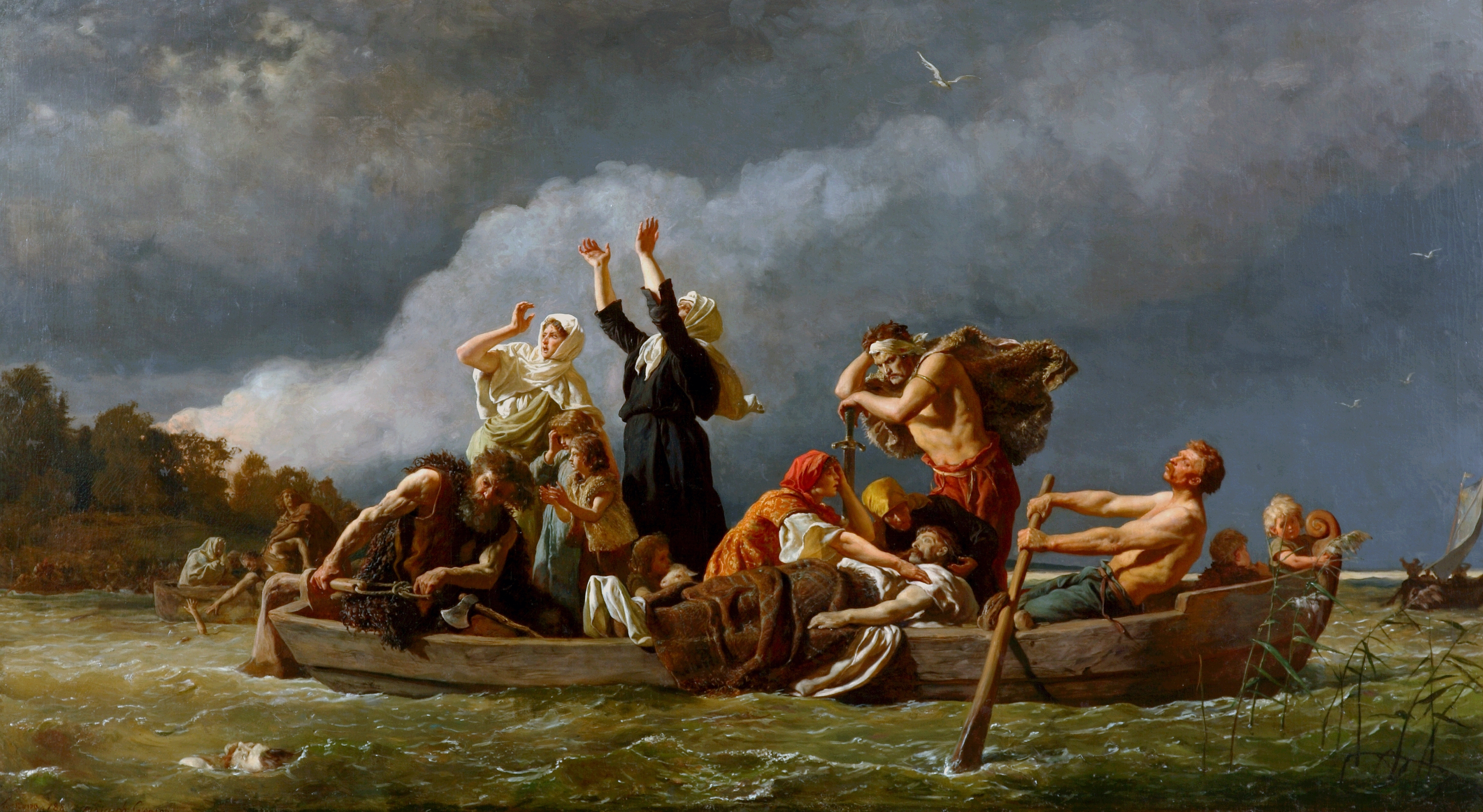
Sans terre. Les Poméraniens chassés par les Allemands vers les îles Baltiques par Wojciech Gerson, 1888, Musée national de Szczecin.

Armoiries de la Maison de Poméranie.

Les Poméraniens (Pomoranen en allemand, Pòmòrzónie en cachoube et Pomorzanie en polonais), mentionnés pour la première fois au Xe siècle, était une tribu slave occidentale qui, du Ve au VIe siècle, s'était installée sur les rives de la mer Baltique entre les embouchures des fleuves Oder et Vistule. Ils parlaient la langue poméranienne (en), qui appartenait au groupe des langues léchitiques, une branche de la famille des langues slaves occidentales,.
Le nom Poméranie tire son origine du vieux polonais po more, qui signifie « terre près de la mer ».

## Protohistoire
Après la disparition de la culture hambourgeoise, la Poméranie fut habitée successivement par les Celtes et les représentants de la culture de Wielbark (tribus germaniques similaires aux Goths et aux Rugiens). Des groupes de Slaves peuplent la région à la suite des migrations slaves. Les tribus poméraniennes se sont formées vers le VIe siècle. 
À partir du VIe siècle environ, les tribus slaves occidentales migrent via la Vistule et l'Oder vers les côtes baltes méridionales, où d'importantes colonies de Vikings et de Danois et de grands centres commerciaux ont prospéraient, tels que Jomsborg à l'embouchure de l'Oder et Dantzig à l'embouchure de la Vistule ; ainsi peut-être que des centres de peuplement baltes entre la Parsęta et la Vistule,. Selon la Chronique des temps passés du XIIe siècle, les Poméraniens, ainsi que les Polonais, les Mazoviens et les Lusitaniens, seraient issus de la tribu des Léchites.

## DuXeauXIIesiècle
En 967, le duc Mieszko Ier, après une bataille décisive contre les Woliniens, dirigés par Wichmann le Jeune, prit le contrôle total des terres situées entre la Vistule et l'embouchure de l'Oder,. La première utilisation documentée connue du terme de Poméranie remonte à 997 en référence au Duché de Poméranie.
Les ducs Piast de Pologne commencèrent à incorporer les Poméraniens dans leurs États. En 1005, le duc polonais Boleslas Ier le Vaillant perd le contrôle de la région. Dans les Annales Altahenses (en), un certain Zemuzil Bomerianorum est mentionné comme le premier duc de Poméranie dont le nom soit connu (1064).
Au cours du XIIe siècle, les Poméraniens païens furent confrontés aux incursions continues de leurs voisins chrétiens en pleine expansion : Danemark, Pologne, et les ducs saxons du Saint-Empire romain germanique. En 1121, ils furent finalement soumis par le duc polonais Boleslas III Bouche-Torse, qui établit un diocèse avec son siège à Kołobrzeg, dont un certain Reinbern devint le premier évêque. La Poméranie a été christianisée avec l'aide du missionnaire allemand Othon de Bamberg.
Au même moment, le prince poméranien Warcisław Ier conquit les anciennes terres des Lutici à l'ouest de l'Oder. Après que ses successeurs de la Maison de Poméranie furent vaincus par les Saxons à la Bataille de Verchen (en) en 1164, ils acceptèrent la suzeraineté du duc Henri le Lion. Les terres de Poméranie furent finalement divisées entre les puissances voisines, la partie occidentales entrant dans le Saint-Empire romain germanique sous le nom de duché de Poméranie en 1181, et la partie orientale constituée de la Pomérélie sous la dynastie des  Samborides (en) passant sous l'influence de la Pologne et, à partir de 1309, de l'Ordre teutonique,.
L'afflux de colons venus du Saint-Empire romain germanique dans le cadre de la colonisation germanique de l'Europe orientale a provoqué la germanisation de la Poméranie, de nombreux Poméraniens autochtones ayant été lentement et progressivement assimilés et ayant abandonné l'utilisation de leur langue et de leur culture slaves.

## Héritage
Les descendants directs des Poméraniens comprennent :
- Les Cachoubes, qui parlent la langue cachoube[3] ;
- Les Slovinces ;
- Les Kociewiacy ;
- Les Borowiacy ;
- Les Poméraniens occidentaux, qui parlent le bas allemand ou l'allemand standard ;
- Les Poméraniens de l'Est, expulsés de Poméranie en 1945 et installés dans diverses régions d'Allemagne, qui parlent désormais soit des dialectes locaux, soit l'allemand standard.